# Сан-Джованні-Вальдарно
Сан-Джованні-Вальдарно (італ. San Giovanni Valdarno) — муніципалітет в Італії, у регіоні Тоскана,  провінція Ареццо.
Сан-Джованні-Вальдарно розташований на відстані близько 210 км на північний захід від Рима, 34 км на південний схід від Флоренції, 29 км на захід від Ареццо.
Населення — 17 118 осіб (2014).
Щорічний фестиваль відбувається 24 червня. Покровитель — святий Іван Хреститель.

## Демографія
Населення за роками:

Станом на 1 січня 2023 року в муніципалітеті офіційно проживало 1956 іноземців з 82 країн, серед них 498 громадян країн Євросоюзу та 78 громадян України.

## Уродженці
- Даніеле Карнашьялі (*1966) — італійський футболіст, захисник, згодом — спортивний функціонер.

## Сусідні муніципалітети
- Кастельфранко-П'яндіско
- Каврилья
- Фільїне-е-Інчиза-Вальдарно
- Монтеваркі
- Террануова-Браччоліні